# MacBook
MacBook es una familia de laptops desarrollados por Apple que tienen como mercado objetivo los usuarios básicos, de hogar y las pequeñas empresas. Fueron lanzados el 16 de mayo de 2006, reemplazando al iBook y al PowerBook 12" como parte de la transición de Apple hacia la tecnología de Intel. 
MacBook se convirtió en el equipo portátil Macintosh más vendido en la historia de la compañía. De acuerdo con el NPD Group (empresa de investigación de mercado), en octubre de 2008, el modelo gama media era el ordenador portátil más vendido en tiendas minoristas en Estados Unidos en los cinco meses anteriores.
Se han creado tres diseños de MacBook. El primer modelo tenía una cubierta de policarbonato similar a la del iBook G4. El segundo tipo, introducido en octubre de 2008 junto con el MacBook Pro 15", tenía una cubierta de aluminio en formato unibody. Este modelo, el MacBook Pro, fue presentado en la conferencia llamada Apple Worldwide Conference en junio de 2009. El tercer modelo, introducido en octubre de 2009, reemplazó la cubierta original por una de policarbonato en formato unibody.
Finalmente con la llegada de Mac OS X Lion el 19 de junio de 2011, Apple decidió no fabricar más el MacBook Blanco. Esto hizo que el MacBook Air de 11" pulgadas fuera el ordenador portátil más barato de Apple.
El 9 de marzo de 2015, con motivo de un evento para presentar las especificaciones de Apple Watch y de ResearchKit, Apple "revivió" el MacBook, usando el diseño aplicado en los iPad mini, usando nuevas especificaciones, eliminando ventilación y haciéndolo más delgado que el MacBook Air, el computador hecho para ese propósito.

## Historia

### Carcasa original

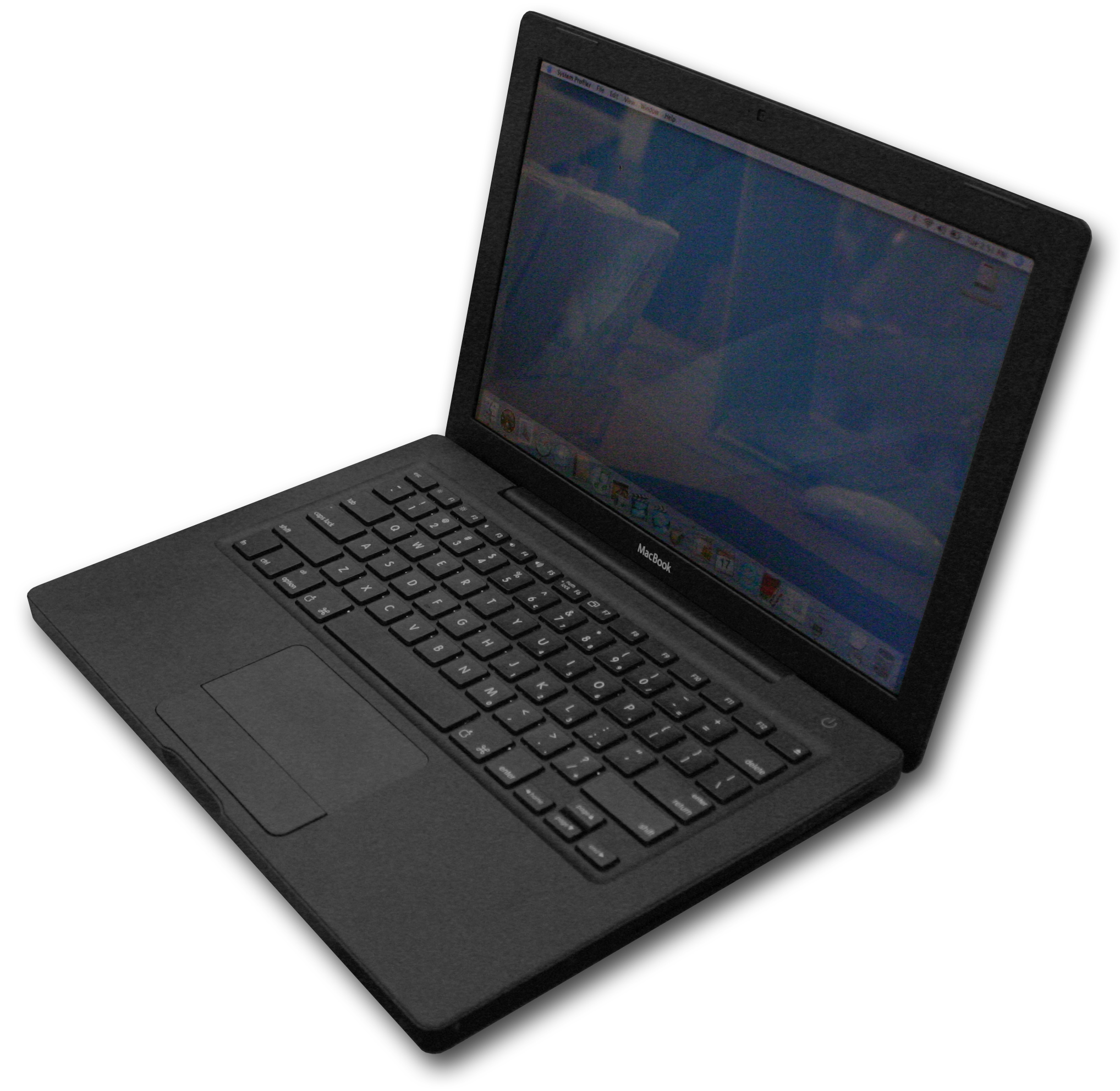
Primera generación del MacBook Negro de Policarbonato, 2006.

El MacBook original, disponible en carcasas de color blanco y negro, fue lanzado el 16 de mayo de 2006 e incluía el procesador Intel Core Duo y el chipset 645GM con la tarjeta de vídeo integrada GMA 950 con 667 MHz de bus frontal. Ediciones posteriores del MacBook incluyeron el procesador Intel Core 2 Duo y el chipset GM965 con la tarjeta de vídeo integrada GMA X3100 en un bus de sistema de 800& MHz. La fabricación del MacBook Negro de policarbonato cesó en octubre de 2008.
Además de ser más delgado que el iBook G4 que sustituye, el MacBook es más amplio que el modelo de 12 pulgadas debido a su pantalla panorámica. Además, el MacBook fue uno de los primeros (siendo el primero, el MacBook Pro) en adoptar el conector de corriente MagSafe y reemplazar el puerto mini-VGA con un puerto mini-DVI. Los gráficos discretos del iBook fueron inicialmente reemplazados por la solución integrada Intel GMA, aunque los MacBook más recientes usan la tarjeta de vídeo integrada NVIDIA GeForce 320M.

### Carcasa Unibody
El 20 de octubre de 2009 Apple actualizó la gama de MacBook equipada con el procesador Intel Core 2 Duo a 2,26 GHz. Teniendo una nueva carcasa de policarbonato blanco unibody (de una sola pieza, aumentando la resistencia y durabilidad).
Incorpora un procesador gráfico GeForce 9400M de NVIDIA con 256 MiB de DDR3 SDRAM y una Pantalla LED. También se actualizaron los puertos, ahora tiene un nuevo MagSafe que discurre en paralelo al equipo (reduciendo los daños por el ángulo del cable), Gigabit Ethernet, Mini DisplayPort, 2 USB 2.0, entrada y salida de audio conjunta por Jack_(conector) y ranura Kensington. Se suprimió el IEEE 1394 y el receptor de infrarrojos, no pudiendo usarse el Apple Remote. La unidad combo CD-ROM y DVD se ha sustituido por una SuperDrive 8x de carga por ranura (DVD±R DL, DVD±RW y CD-RW).
De serie, incorpora un disco duro de 250 GB a 5400 RPM (ampliable hasta 500 GB) y memoria RAM de 2 GiB (ampliable hasta 4 GiB). La batería ya no es reemplazable por el usuario, pero alcanza las seis horas de autonomía (Wi-Fi encendido y brillo de la pantalla al 60%) y hasta 1000 recargas (luego la capacidad de carga baja al 80% capacidad). También se ha incorporado el Trackpad Multitáctil con botón físico integrado como el que ya existe en los MacBook Pro.

## Características

### Ficha técnica
| Componente                    | MacBook (Principios de 2006) | MacBook (Finales de 2006) | MacBook (Mediados de 2007) | MacBook (Finales de 2007)                                                       | MacBook (Principios de 2008)                                                                    | MacBook (Finales de 2008) | MacBook (Mediados de 2009) |             |
| Modelo                        | MacBook 1,1 | MacBook 2,1 | MacBook 2,1 | MacBook 3,1                                                                     | MacBook 4,1                                                                                     | MacBook 4,2 | MacBook 5,2 | MacBook 5,2 |
| Pantalla                      | Pantalla de 13,3 pulgadas visibles brillante de 1280x800 píxeles                                                                       | Pantalla de 13,3 pulgadas visibles brillante de 1280x800 píxeles                                                                       | Pantalla de 13,3 pulgadas visibles brillante de 1280x800 píxeles                                                                       | Pantalla de 13,3 pulgadas visibles brillante de 1280x800 píxeles                | Pantalla de 13,3 pulgadas visibles brillante de 1280x800 píxeles                                | Pantalla brillante TFT de 13,3 pulgadas y compatible con millones de colores.                                                                            | Pantalla panorámica brillante de 13,3 pulgadas con retroiluminación por LED compatible con millones de colores. |             |
| Gráficos                      | Procesador Gráfico Intel GMA 950 con 64 MiB de DDR2 SDRAM compartida con la memoria principal (Hasta 224 MB en Windows con Boot Camp). | Procesador Gráfico Intel GMA 950 con 64 MiB de DDR2 SDRAM compartida con la memoria principal (Hasta 224 MB en Windows con Boot Camp). | Procesador Gráfico Intel GMA 950 con 64 MiB de DDR2 SDRAM compartida con la memoria principal (Hasta 224 MB en Windows con Boot Camp). | Procesador Gráfico Intel GMA X3100 con 144 MiB de memoria compartida DDR2 SDRAM | Procesador Gráfico Intel GMA X3100 con 144 MiB de memoria compartida DDR2 SDRAM                 | Tarjeta gráfica GeForce 9400M de NVIDIA con 256 MiB de SDRAM DDR3 compartida con la memoria principal.                                                   | Tarjeta gráfica GeForce 9400M de NVIDIA con 256 MiB de SDRAM DDR3 compartida con la memoria principal. |             |
| Disco duro1                   | 60 GB, 80 GB, 100 GB o 120 GB Serial ATA, 5400 rpm.                                                                                    | 60 GB, 80 GB, 120 GB ó 160 GB Serial ATA, 5400 rpm. Opcional 200 GB, 4200 rpm.                                                         | 80 GB, 120 GB ó 160 GB Serial ATA, 5400 rpm. Opcional 200 GB, 4200 rpm.                                                                | 80 GB, 120 GB ó 160 GB Serial ATA, 5400 rpm. Opcional 250 GB, 5400 rpm.         | 120 GB, 160 GB ó 250 GB Serial ATA, 5400 rpm.                                                   | Disco duro Serial ATA de 160 o 250 GB a 5400 rpm. Opcional 320 GB a 5400 rpm o 128 GB estado sólido.                                                     | Disco duro Serial ATA de 250 GB a 5400 rpm; disco opcional de 250, 320 o 500 GB a 5400 rpm. |             |
| Procesador                    | 1,83 GHz y 2,0 GHz Intel Core Duo (Yonah)                                                                                              | 1,83 GHz y 2,0 GHz Intel Core 2 Duo (64-bit Merom)                                                                                     | 2,0 GHz y 2,16 GHz Intel Core 2 Duo | 2,0 GHz y 2,2 GHz Intel Core 2 Duo (Santa Rosa)                                 | 2,1 GHz y 2,4 GHz Intel Core 2 Duo (Santa Rosa)                                                 | Core 2 Duo de Intel desde a 2 GHz hasta 2,4 GHz | Procesador Core 2 Duo de Intel a 2,24 GHz |             |
| Memoria RAM                   | Dos slots, hasta 2 GB DDR2 SDRAM 667 MHz (PC2-5300)                                                                                    | Dos slots, hasta 2 GB DDR2 SDRAM 667 MHz (PC2-5300)                                                                                    | Dos slots, hasta 2 GB DDR2 SDRAM 667 MHz (PC2-5300)                                                                                    | Dos slots, hasta 4 GiB DDR2 SDRAM 667MHz (PC2-5300)                             | Dos slots, hasta 4 GiB DDR2 SDRAM 667MHz (PC2-5300)                                             | 2 GiB de SDRAM DDR3 (en dos módulos SODIMM de 1 GiB) a 800 MHz; compatible con dos módulos SODIMM de hasta 4 GiB)                                        | 2 GiB (dos módulos de un 1 GiB) de SDRAM DDR3 (PC3-8500) a 1066 MHz; admite hasta 4 GiB = 2x2 GiB (dos SO-DIMM de 2 GiB) |             |
| Airport Extreme               | Integrado 802.11a/b/g | Integrado 802.11a/b/g y n (n desactivado por defecto)²                                                                                 | Integrado 802.11a/b/g y n (n activado)                                                                                                 | Integrado 802.11a/b/g y n (n activado)                                          | Integrado 802.11a/b/g y n (n activado)                                                          | AirPort Extreme integrada (basada en el borrador de la especificación IEEE 802.11n); compatible con las IEEE 802.11a, b y g                              | Conexión Wi-Fi integrada AirPort Extreme2 (basada en el borrador de la norma 802.11n del IEEE); compatible con las normas 802.11a, b y g del IEEE |             |
| Ranura de carga Unidad Combo³ | Graba CD-R a 24x, CD-RW a 10x; lee CD a 24x y DVD a 8x                                                                                 | Graba CD-R a 24x, CD-RW a 16x; lee CD a 24x y DVD a 8x                                                                                 | Graba CD-R a 24x, CD-RW a 16x; lee CD a 24x y DVD a 8x                                                                                 | Graba CD-R a 24x, CD-RW a 16x; lee CD a 24x y DVD a 8x                          | Graba CD-R a 24x, CD-RW a 16x; lee CD a 24x y DVD a 8x                                          | DVD-R, DVD+R y DVD-ROM 8x; DVD-ROM (DVD-9 de doble capa), DVD-R de doble capa, DVD+R de doble capa, DVD-RW y DVD+RW a 6 velocidades y CD, 24x            | |             |
| Ranura de carga SuperDrive³   | Graba DVD±R y DVD±RW a 4x; CD-R a 24x y CD-RW a 10x; lee DVD±R DL (doble capa) a 4x                                                    | Graba DVD±R DL a 2,4x, DVD±RW a 4x; CD-R a 24x y CD-RW a 10x; lee DVD±R a 6x.                                                          | Graba DVD±R DL y DVD±RW a 4x; CD-R a 24x y CD-RW a 10x; Lee DVD±R a 8x.                                                                | Graba DVD±R DL y DVD±RW a 4x; CD-R a 24x y CD-RW a 10x; Lee DVD±R a 8x.         | Graba DVD±R DL y DVD±RW a 4x; CD-R a 24x y CD-RW a 10x; lee DVD±R a 8x; DVD-ROM y DVD±R DL a 6x | DVD-R y DVD+R a 8 velocidades; DVD-R de doble capa, DVD+R de doble capa, DVD-RW y DVD+RW a 4 velocidades; CD-R a 24 velocidades y CD-RW a 10 velocidades | SuperDrive de carga por ranura a 8x (DVD±R DL, DVD±RW y CD-RW) Velocidad máxima de grabación: DVD-R y DVD+R a 8x; DVD-R DL (doble capa), DVD+R DL (doble capa), DVD-RW y DVD+RW a 4x; CD-R a 24x y CD-RW a 10x Velocidad máxima de lectura: DVD-R, DVD+R y DVD-ROM a 8x; DVD-ROM (DVD-9 de doble capa), DVD-R DL (doble capa), DVD+R DL (doble capa), DVD-RW y DVD+RW a 6x, y CD a 24x |             |

Este modelo incorpora un sistema de cierre magnético que sustituye el cierre mecánico del anterior iBook. De esta forma, se evita la rotura de dicha parte.
El resto de características técnicas son:
- Cámara integrada con micrófono iSight
- Puerto mini DisplayPort
- Conector de corriente MagSafe
- Tarjeta inalámbrica AirPort Extreme (802.11g y compatible con el próximo estándar 802.11n)
- Tarjeta de red Gigabit Ethernet
- Tecnología Bluetooth 2.1
- Procesador Gráfico (tarjeta gráfica) NVIDIA GeForce 320M con 256 MiB de SDRAM DDR3 compartida con la memoria principal.
- Monitor de 13,3" retroiluminado por LED con un 30% más de superficie visible que su predecesor el iBook.

Pesa 2,13 kilogramos (modelo de mediados de 2009). La resolución de pantalla es de 1280x800.

### Gráficos integrados
El MacBook, al contrario que los ordenador Macintosh portátiles recientes, tiene una GPU integrada. Usa un procesador gráfico Intel GMA X3100 en los modelos de finales de 2007 (Intel GMA 950 en los anteriores) en lugar de una GPU de la serie ATI Radeon como disponía el iBook al que sustituye. Apple ha elegido también no incluir una sección de gráficos en el sitio web de MacBook, disminuyendo las capacidades gráficas del MacBook. Los chipsets integrados de Intel han sido criticados en el pasado por ser incapaces de manejar tareas que usan gráficos de forma intensiva, como juegos complejos en 3D y otros procesos fuertemente dependientes de la GPU.
Apple ha elegido el uso de la tarjeta gráfica de Intel integrada como una medida de recorte de costes, pues el chipset Intel GMA es más económico que los productos de gama más baja de ATI y nVidia. Aunque la Intel GMA 950 no dispone de VRAM dedicada y otras funciones útiles como la Hardware Transform and Lighting (T&L), está muy optimizada para la reproducción de vídeo y requiere menos potencia para funcionar que la mayor parte de los chips ATI y nVidia.
Otra hipótesis que explica el uso de una tarjeta gráfica integrada es la cantidad de espacio disponible en el interior del MacBook. Sencillamente no hay suficiente espacio en el PCB o en la unidad en sí misma para un chip de 1,25 pulgadas cuadradas, que necesitaría refrigeración adicional, como la que posee el MacBook Pro. Lo mismo es aplicable al Mac Mini.
De todos modos, los primeros Macbook equipados con GPU Intel pueden correr juegos recientes con una fluidez estable al nivel de una tarjeta gráfica de rango bajo/medio.
El MacBook es el segundo de los ordenadores de Apple que usa una tarjeta gráfica integrada, tras el Mac Mini, un modelo de escritorio que, como el MacBook, está destinado específicamente a consumidores típicos, lo que es una de las nuevas formas en las que Apple está diferenciando su líneas de productos de consumo y profesional.
Actualmente los MacBook traen el nuevo procesador gráfico GeForce 320M de NVIDIA, el cual da un mayor rendimiento sobre los anteriores chips.

### Apariencia
El MacBook negro, conocido también como "BlackBook" por parte de la comunidad Macintosh.

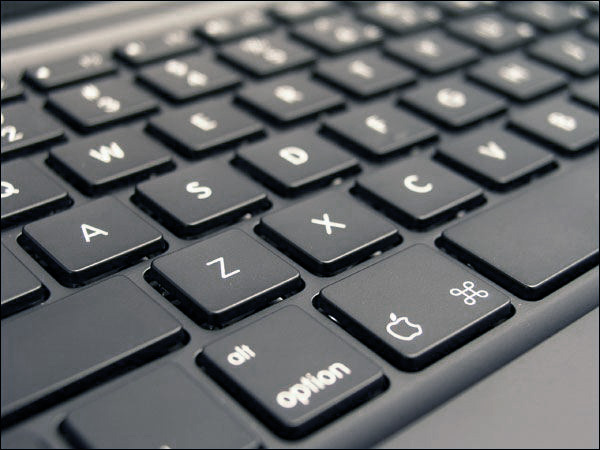
Teclado de un MacBook Negro.

El MacBook se parece poco a su predecesor, el iBook G4. Además de la clásica carcasa blanca, Apple ofrece el portátil con carcasa negra; en ambos casos está hecha de policarbonato, el termoplástico que Apple usa en muchos de sus productos. La decisión de los dos colores ha recibido algunas críticas debido al hecho de que el modelo base en negro tenía un costo original de 150 dólares más que el modelo blanco con la misma configuración hardware. Sin embargo, con la última revisión de precios se redujo 100 dólares. 
El MacBook tiene una pantalla brillante, la primera de Apple, que había usado pantallas anti-brillo en sus portátiles anteriores. Se dice que las propiedades reflectante de las pantallas brillantes incrementan la saturación de color comparadas con las pantallas anti-brillo. La pantalla tiene un ángulo de visión más estrecho que las pantallas anti-brillo y puede deslumbrar bajo condiciones de luz brillante o fluorescente. La elección de Apple por este tipo de pantalla coincide con la tomada por otros fabricantes como Sony con sus pantallas XBRITE, las TrueLife de Dell o las TruBite de Toshiba. Este tipo de pantallas tiene tantos seguidores como detractores. Durante la compra del MacBook Pro se puede elegir entre pantalla brillante o mate, aunque esta opción no está disponible en los MacBook.

## Versión 2015
Fue anunciado el 9 de marzo de 2015 y se describe como un ultrabook. Cuenta con un diseño similar al del MacBook Air y estuvo disponible en colores gris espacial, plata, oro y, añadido posteriormente, oro rosa. Como características principales incluía pantalla retina, un trackpad Force Touch sensible a la fuerza aplicada sobre él, un teclado rediseñado con mecanismo "mariposa" y dos puertos: uno de auriculares/micrófono y un USB tipo C para su carga, transferencia de datos y salida de vídeo. Este modelo dejó de estar a la venta el 9 de julio de 2019.

### Recarga USB-C
Desde el modelo 2015, los MacBooks tienen la característica de  que se pueden recargar por el puerto USB-C, por lo que ese puerto se está convirtiendo en el estándar para dicha función en los demás portátiles.

### Diseño
El modelo 2015 tiene un área un 17% menor al de los MacBook anteriores y su teclado un 40% menos recorrido entre las teclas. Estas usan un mecanismo "mariposa" que posibilita un recorrido más estable que en los modelos anteriores con un mecanismo del tipo "tijera". El teclado nuevo también cuenta con iluminación LED para cada tecla.
Otros cambios que se han hecho incluyen un procesador Core M de Intel que no requiere un ventilador o tubos para disipar el calor, lo cual reduce significativamente el tamaño de la placa base y hace que la computadora funcione de forma más silenciosa que la MacBook Air, pero con menor velocidad. La pantalla es del tipo retina con una resolución de 2304 x 1440 píxeles, una relación de aspecto 16:10 y una densidad de píxeles de 226 ppi. Un cambio notorio es que el logo de Apple en la parte posterior a la pantalla no está retroiluminado como en el MacBook Air, MacBook Pro e incluso el MacBook original. Mide 13,3 mm en su punto más grueso y 3,5 mm en su punto más delgado.

### Ficha técnica
| Tabla de modelos | Tabla de modelos |
| ---------------- | --- |
| Modelo           | Early 2015 |
| Fecha de salida  | 10 de abril de 2015 (USA) |
| Número de modelo | A1534 |
| Pantalla         | Pantalla brillante widescreen Retina retroluminada por LED |
| Pantalla         | 12", 2304 × 1440 (16:10), 226 ppi (resoluciones a escala soportadas: 1440 × 900, 1280 × 800, 1024 × 640) |
| Cámara           | FaceTime (480p), FaceTime HD (720p) |
| Procesador       | 1,1 GHz (M-5Y31) Intel Core M Broadwell de doble núcleo (Turbo Boost hasta 2,4 GHz) con 4 MB de caché compartida L3 1,2 GHz (M-5Y51) Intel Core M Broadwell de doble núcleo (Turbo Boost hasta 2,6 GHz) con 4 MB de caché compartida L3 Opcional 1,3 GHz (M-5Y71) Intel Core M Broadwell de doble núcleo (Turbo Boost hasta 2,9 GHz) con 4 MB de caché compartida L3 |
| Memoria RAM      | 8 GB no expandibles |
| Memoria RAM      | 1600 MHz LPDDR3 SDRAM |
| Gráficos         | Gráficos Intel HD 5300 con SDRAM LPDDR3 compartida con la memoria principal |
| Memoria flash    | 256 GB o 512 GB |
| Memoria flash    | PCIe 2.0 x2, 5.0 GT/s |
| WiFi             | 802.11a/b/g/n/ac (2,4 & 5 GHz, hasta 1,3 Gb/s) |
| Bluetooth        | Bluetooth 4.0 |
| Puertos          | USB 3.1 tipo C de primera generación, hasta 5 Gb/s de transferencia (usado para carga, datos, y salida de vídeo), Thunderbird |
| Puertos          | Conector para auriculares/micrófono |
| Salida de video  | A través del USB 3.1 tipo C o AirPlay (usando un Apple TV) |
| Energía          | Adaptador de corriente USB 3.1 tipo C de 29 W; puerto de corriente USB 3.1 tipo C. Batería integrada de polímero de litio de 39,7 Wh |
| Peso             | 0,9 kilogramos (1,2 lb) |
| Dimensiones      | 11,04 centímetros (4,35 plg) de ancho × 7,74 centímetros (3,05 plg) de profundidad × 0,14 centímetros (0,06 plg)-0,52 centímetros (0,20 plg) de alto |